# 現代世界ノンフィクション全集
『現代世界ノンフィクション全集』（げんだいせかいノンフィクションぜんしゅう）は、19世紀後半から20世紀（1960年代前半まで）のノンフィクション文学の叢書。1966年から1968年にかけ筑摩書房で刊行された。四六版、箱入りハードカバー、全24巻（井上靖ほか監修）。1978年にカバー装で新版刊行された。

## 一覧
- 『現代世界ノンフィクション全集 1』 1966.5
  - 「中央アジア探検記」（スウェン・ヘディン、岩村忍訳）
  - 「白ナイル」（アラン・ムーアヘッド、篠田一士訳）
  - 「シベリアの密林を行く」（ウラジーミル・アルセーニエフ、長谷川四郎訳）

- 『現代世界ノンフィクション全集 2』 1967
  - 「トロイアへの道」（ハインリッヒ・シュリーマン、永川玲二訳）
  - 「迷宮の発掘」（レナード・コットレル、高津久美子訳）
  - 「ツタンカーメン発掘記」（ハワード・カーター、酒井傳六・熊田亨訳）
  - 「神・墓・学者」（C・W・ツェーラム、村田数之亮訳）

- 『現代世界ノンフィクション全集 3』 1967.3
  - 「南緯90度」（ポール・サイプル、加納一郎訳）
  - 「浮かぶ氷島T-3」（カール・ロダール、河村章人訳）
  - 「世界最悪の旅」（A・チェリー＝ガラード、加納一郎訳）

- 『現代世界ノンフィクション全集 4』 1968.5
  - 「エムデン号最後の航海」（エドウィン・P・ホイト、佐藤亮一訳）
  - 「ガリポリ戦記」（アラン・ムーアヘッド、小池銈訳）
  - 「アラビアのロレンス」（ロバート・ペイン、中野好夫・沢崎順之助訳）

- 『現代世界ノンフィクション全集 5』 1967.4
  - 「世界をゆるがした十日間」（ジョン・リード、小笠原豊樹訳）
  - 「世界革命に生きた日々」（エリザヴェータ・ドラプキナ、江川卓訳）
  - 「レーニン」（ルイス・フィッシャー、猪木正道・進藤栄一訳）
  - 解説:小笠原豊樹、松田道雄ほか

- 『現代世界ノンフィクション全集 6』 1967.6
  - 「死の商人ザハロフ」（ドナルド・マコーミック、阿部知二訳）
  - 「海運王オナシス」（ヨアヒム・イェステン、内山敏訳）
  - 「世界一の富豪アリー・カーン」（レオナード・スレーター、杉淵玲子訳）

- 『現代世界ノンフィクション全集 7』 1966.12
  - 「ゴビ砂漠探検記」（スウェン・ヘディン、梅棹忠夫訳）
  - 「世界の屋根を越えて」（ハインリヒ・ハラー、近藤等訳）
  - 「ベドウィンの道」（ウィルフレッド・セシガー、篠田一士訳）

- 『現代世界ノンフィクション全集 8』  1968.2
  - 「ナイフの夜は終わった」（ウイリィ・ブラント、中島博訳）
  - 「ポツダムからモスクワまで」（マルグレーテ・ブーバー=ノイマン、片岡啓治訳）
  - 「ベルリン日記」（ウィリアム・L・シャイラー、大久保和郎訳）
  - 解説:猪木正道

- 『現代世界ノンフィクション全集 9』 1966.9
  - 「森の猟人ピグミー」（コリン・M・ターンブル、藤川玄人訳）
  - 「極北の放浪者」（ゴントラン・ド・ポンサン、近藤等訳）
  - 「カラハリの失われた世界」（ロレンス・ヴァン=デル=ポスト、佐藤喬訳）

- 『現代世界ノンフィクション全集 10』 1968
  - 「西アフリカの狩人」（ジェラルド・ダレル、龍岡豊訳）
  - 「私のルーファス」（ユーリン・カーニー、マックリーヴェ阿矢子訳）
  - 「この犬が光を与えた」（モリス・フランク、井本威夫訳）
  - 解説:今西錦司

- 『現代世界ノンフィクション全集 11』 1967.9
  - 「史上最大の作戦」（コーネリアス・ライアン、近藤等訳）
  - 「歴史への証言 - ヒトラー語録」（フランソワ・ジュヌー編、河野徹訳）
  - 「スターリングラード決戦記 - 最後の一弾まで」（ハインツ・シュレーター、中野五郎訳）

- 『現代世界ノンフィクション全集 12』 1966.11
  - 「真珠湾攻撃」（ウォルター・ロード（英語版）、大久保康雄訳）
  - 「ミッドウェイ海戦」（サミュエル・E・モリソン、中野五郎訳）
  - 「サイパン日記」（ロバート・シャーロッド、中野五郎訳）

- 『現代世界ノンフィクション全集 13』 1967.12
  - 「ちょっとピンぼけ」（ロバート・キャパ、川添浩史・井上清壱訳）
  - 「百人のいとし児」（レナ・キフレル=ジルベルマン、岡田真吉訳）
  - 「革命下のハバナ」（マリ・エレーヌ・カミュ、真木嘉徳訳）

- 『現代世界ノンフィクション全集 14』 1968.3
  - 「ルー・サロメ 愛と生涯」（ハインツ・ペータース、土岐恒二訳）
  - 「奇蹟へのあゆみ」（ヘレン・ケラー、川西進訳）
  - 「ニーナの日記」（ニーナ・コステリナ、江川卓訳）

- 『現代世界ノンフィクション全集 15』 1967.11
  - 「最後の楽園」（ベルナール・ゴルスキー、大久保和郎訳）
  - 「ロビンソン・クルーソーの妻」（マーガレット・ウィットマー、小松錬平・小野幹雄訳）
  - 「歓楽郷ラスベガス」（エド・リード＆オヴィッド・デマリス、田中淑郎訳）

- 『現代世界ノンフィクション全集 16』 1967.5
  - 「コン・ティキ号探検記」（トール・ハイエルダール、水口志計夫訳）
  - 「チグリス騎馬行」（フレヤ・スターク、篠田一士訳）
  - 「恐竜を求めて - 風の道」（イワン・アントノヴィチ・エフレーモフ、清水邦生訳）

- 『現代世界ノンフィクション全集 17』 1967.8
  - 「カリブ海の独裁者」（アルトーロ・エスパイヤ、真木嘉徳訳）
  - 「国際ダイヤモンド密輸団」（J・H・デュ・プリシス、佐藤亮一訳）
  - 「大脱走」（ポール・ブリックヒル、田村隆一訳）

- 『現代世界ノンフィクション全集 18』 1966.7
  - 「中国の歌ごえ」（アグネス・スメドレー、高杉一郎訳）
  - 「目ざめへの旅」（エドガー・スノウ、松岡洋子訳）
  - 「中国は世界をゆるがす」（ジャック・ベルデン、安藤次郎ほか訳）

- 『現代世界ノンフィクション全集 19』 1967.7
  - 「千の太陽よりも明るく」（ロベルト・ユンク、菊盛英夫訳）
  - 「宇宙への挑戦」（ジョン・ディル編、毎日新聞社科学部訳）
  - 「外科の夜明け」（ユールゲン・ソールワルド、塩月正雄訳）

- 『現代世界ノンフィクション全集 20』 1966.10
  - 「沈黙の世界」（ジャック・イーヴ・クストー、佐々木忠義訳）
  - 「大西洋ひとりぼっち」（フランシス・チチェスター、マックリーヴェ阿矢子訳）
  - 「漂流五十日」（ケネス・クック、皆河宗一訳）
  - 解説:石原慎太郎

- 『現代世界ノンフィクション全集 21』 1966.8
  - 「アイガー北壁の初登攀」（ハインリヒ・ハラー、横川文雄訳）
  - 「エヴェレスト」（ウイルフリッド・ノイス、浦松佐美太郎訳）
  - 「ジャヌーへのたたかい」（ジャン・フランコ＆リオネル・テレイ、近藤等訳）

- 『現代世界ノンフィクション全集 22』 1966.6
  - 「翼よ、あれがパリの灯だ」（チャールズ・A・リンドバーグ、佐藤亮一訳）
  - 「運命とのたたかい」（アーネスト・K・ガン、小野寺健訳）
  - 「夜と嵐をついて」（リチャード・バック、大原寿人訳）
  - 「地球は青かった」（ユーリー・ガガーリン、江川卓訳）
  - 解説:荒正人

- 『現代世界ノンフィクション全集 23』 1967.2
  - 「カストロのモンカダ襲撃」（ロベール・メルル、真木嘉徳訳）
  - 「エジプト革命」（ジャック・ブノア＝メシャン、牟田口義郎訳）
  - 「わが祖国への自伝」（クワメ・エンクルマ、野間寛二郎訳）

- 『現代世界ノンフィクション全集 24』 1967.10
  - 「ダラスの紅いバラ」（ネリン・E・ガン、内山敏訳）
  - 「わたしのように黒く」（ジョン・ハワード・グリフィン、関口功訳）
  - 「ベトナム戦争の内幕」（ウィルフレッド・G・バーチェット、 毎日新聞社外信部訳）
  - 解説:内山敏